# Občina Šempeter - Vrtojba
Občina Šempeter - Vrtojba je ena od občin v Republiki Sloveniji z okoli 6.300 prebivalci in središčem v Šempetru pri Gorici, ima pa le dve naselji, poleg omenjenega še Vrtojbo. Po površini je med manjšimi slovenskimi občinami, saj ima le 15 km2. Nastala je z izločitvijo iz Mestne občine Nova Gorica.
Avstrijsko-ilirsko primorje je zamenjalo prejšnji tržaško-primorski gubernij, in je obsegalo državno mesto Trst, pokneženi grofiji Goriško in Gradiško ter mejno grofijo Istro s kvarnerskimi otoki. Na Goriškem, kamor sta sodila kraja, so se v letu 1850 oblikovale relativno velike občine, oziroma kot so jih poimenovali v literaturi in zakonodaji županije, osnova pa so bile davčne oziroma katastrske občine. Na celotnem območju poknežene grofije Goriško-Gradiške so leta 1850 nastale 102 občini, kar je skoraj enkrat več kot leta 1819, ko je bilo na tem območju 53 glavnih občin. Število občin se je večalo in ob razpadu Avstro – Ogrske doseglo že 146 občin.
Goriško - Gradiška se je upravno delila na tri okrajna glavarstva (Gorica, Sežana, Tolmin) ta pa še na sodne okraje. Šempeter, Gornja in Dolnja Vrtojba so upravno sodili v Okrajno glavarstvo Gorica, ki se je nadalje delilo še na tri sodne okraje: Ajdovščina, Kanal ter Gorica, kamor sta sodno kraja tudi spadala. Skupno je bilo na ozemljih okrajnih glavarstev Sežana, Tolmin ter Gorice, kjer so bili Slovenci v večini, leta 1850 ustanovljenih 58 občin, kasneje pa še 43 občin največ v letu 1866.
Šempeter (Peter, St, S. Pietro) se kot občina prvič pojavi 1850 in je obsegala kraje Šempeter, Gornjo in Doljno Vrtojbo (Vertojba) ter Št. Andraž (danes Štandrež; italijansko Sant'Andrea). Oba kraja sta se leta 1866 izločila iz občine Šempeter in dobila lastno občino. Posebni krajevni imenik za Primorje iz leta 1885 navaja, da je bilo v občini Šempeter 175 hiš in 1120 prebivalcev, od tega 549 moških in 571 žensk. Vsi razen enega so bili katoliške veroizpovedi. Občina in kraj Šempeter je bila, kot predmestje Gorice, jezikovno bolj pisana kot Vrtojba. V njej je 1072 prebivalcev kot občevalni jezik navedlo slovenski, 23 italijanski, 10 pa nemški, en prebivalec pa je kot občevalni jezik navedel srbohrvaščino. Podatki v Posebnem krajevnim imeniku za Primorje iz leta 1894 kažejo, da je občina Šempeter pokrivala 9.67 km 2, v njej je bilo 204 hiš in 1333 prebivalcev od tega 643 moških in 690 žensk. Vsi razen treh so bili katoliške veroizpovedi. Občina je bila jezikovno še bolj pestra kot leta 1885 saj je kot občevalni jezik navedlo slovenski 1271 prebivalcev, 30 jih je navedlo italijanski, 13 nemški, 4 pa so kot občevalni jezik navedli srbohrvaščino.
V letu 1866 ustanovljena občina Vrtojba je obsegala Gornjo in Dolnjo Vrtojbo, Bukovico in Vogrsko. To stanje je ostalo nespremenjeno do leta 1887, ko so je Vogrsko osamosvojilo in postalo samostojna občina. Iz podatkov v Posebnem krajevnim imeniku za Primorje iz leta 1885 lahko razberemo, da je občina Vrtojba imela 449 hiš in 2489 prebivalcev, od tega 1261 moških in 1228 žensk. Vsi prebivalci so bili katoliške veroizpovedi, razen enega pa so vsi prebivalci, kot občevalni jezik navedli slovenski. Podatki v Posebnem krajevnim imeniku za Primorje iz leta 1894 navajajo, da je občina Vrtojba obsegala ozemlje v izmeri 12.12 km 2, v njej je bilo 375 hiš in 1956 prebivalcev, od tega 987 moških in 969 žensk. Vsi so bili katoliške veroizpovedi, 1951 je kot občevalni jezik navedlo slovenščino. Število prebivalcev občine Vrtojbe se je torej zmanjševalo, medtem ko je v občini Šempeter naraščalo.
Kljub temu, da je Goriški deželni zbor leta 1867 sprejel zakon po katerem naj bi se male občine združile v večje enote, se stanje na območju kjer so bili Slovenci v večini, ni spremenilo zaradi nasprotovanja vseh občin. Izvajanje tega zakona se je odmikalo v prihodnost.
Prva svetovna vojna je korenito posegla v delovanje občin na ozemlju Goriško- Gradiške, ki je v letu 1915, z vstopom Italije v prvo svetovno vojno na strani antantnih sil in odprtjem Soške fronte, postala vojno območje. V Kobaridu in na drugih ozemljih, ki so jih zasedle italijanske čete so okrajna glavarstva zamenjali civilni komisariati. Na območjih, ki so ostala pod nadzorom Avstro-ogrskih čet je bila uprava vezana na vrhovnega poveljnika za vojne operacije proti Italiji. Zaradi bližine fronte se je precej sedežev institucij preselilo izven območja vojnega delovanja. Glavne naloge občin na tem območju so bile delo v zvezi z mobilizacijo, transporti in evakuacijo beguncev ... Kraji v občini Vrtojba in tudi Šempeter sta se skoraj nemudoma znašli na fronti črti in bili v topniškem obstreljevanju popolnoma porušeni. Naziv v prvi svetovni najbolj porušene vasi na soški fronti, ki ga je Gornji in Spodnji Vrtojbi namenil zgodovinar Renato Podberšič ml., je glede na popolno uničenje, ki je prizadelo območje, več kot upravičen.
S premirjem z dne 3. 11. 1918 so italijanske čete zasedle še več območja kot je bilo določeno v Londonskem sporazumu. Premirje je določalo predajo uprave s strani vojaških poveljstev na dotedanje avstrijske organe. Vendar so ti organi, med katerimi sta bila tudi izvoljena deželni zbor in odbor, prenehali z delovanjem, čeprav niso bili ukinjeni.
V obmorskem mestecu Rapallo je bila 12. novembra 1920 podpisana pogodba med Italijo in Kraljevino SHS, ki je določala, da bodo poleg Trsta in okolice, Istre, delov Kranjske in dela Koroške, Italiji pripadla tudi področje Goriško-Gradiške s političnimi okraji: Gorica, Gradišče, Sežana, Tolmin in Tržič. Ta ozemlja so italijanske oblasti združile v enotno politično in upravno enoto pod imenom Julijska Krajina (Venezia Julia) na čelu katere je bil generalni civilni komisar. To je bila sprva tudi edina sprememba na upravnem in političnem področju. Vse je kazalo, da bo italijanska oblast obdržala vzorce avstrijske uprave in z njo povezanega sistema decentralizacije. Ta prepričanja pa so se kmalu pokazala za zmotna. Najprej je bila avgusta 1921 deželna avtonomija ukinjena z odlokom kralja Viktorja Emanuela III, nato pa je, ob koncu leta 1922, oblast prevzel Mussolini, začelo se je obdobje fašizma.
Avstrijski sistem uprave se je sicer ohranil še nekaj časa, tako se dotakratne občine niso spreminjale. V Goriškem upravnem okraju je bilo leta 1920 skupaj 46 občin, med njimi tudi občina Vrtojba, v kateri je iz Gornje in Doljne Vrtojbe nastala ena vas Vrtojba. Ime kraja in občine so poitalijančili in spremenili v Vertoiba in Campisanti (Vertojba na svetih poljih/Vrtojba med pokopališči) zaradi bližine številnih vojaških pokopališč. Leta 1920 je občina Vrtojba imela 1431 prebivalcev. V občini Šempeter, ki je bila preimenovana in poitalijančena v S. Pietro (Sv. Peter) pa je živelo 1571 prebivalcev.
Na osnovi že omenjenega kraljevega odloka iz leta 1921 je vlada imenovala izredna deželna odbora za Istro in Gradiško-Gradiščansko, ta dva odbora sta prevzela vse zadeve, ki sta jih do tedaj opravljala deželni zbor in odbor. Na podlagi odloka sta se na ozemlju Julijske Krajine zgodila dva pomembna dogodka. Prvi od teh je bila izvedba občinskih volitev v januarju 1922, prvih po priključitvi. Prva leta po priključitvi so namreč še ostali župani, ki so bili izvoljeni še za časa Avstro-Ogrske, vendar so jih postopoma odstranjevali in zamenjevali civilni občinski komisarji, ki so bili povečini oficirji italijanske vojske. Posebej veliko zamenjav je bilo v letu 1922, ta ukrep je veljal tudi za občine, kjer so bili organi izvoljeni na volitvah januarja istega leta. To možnost je predvideval že italijanski občinski in deželni zakon iz leta 1915, ki je omogočal omejitev samouprave. Volitve so se izvedle po večinskem sistemu (listi ki je prejela največ glasov je pripadlo 4/5 mest v občinskem svetu). Občinski svet je nato izmed svojih članov izvolil župana, vsaka katastrska občina pa je po navadi imela podžupana. Na Goriškem so na teh volitvah v roke Slovencev padla vsa mesta v 64 občinah, večina v 27 občinah, petino občinskih svetnikov pa so dobili v 11 občinah. Drugi pomemben dogodek v letu 1922 je bila določitev nove upravne razdelitve Julijske Krajine. Ta je bila najprej razdeljena na tri pokrajine oziroma provinc: Puljsko, Tržaško in Videmsko pokrajino, leta 1927 pa je nastala še Goriška pokrajina, kamor sta spadali obravnavani občini. Vsaki od njih je načeloval prefekt, svetovalce pa je izbral izmed kandidatov, ki so jih predlagale sindikalne organizacije za posamezne področja.
Na občinski ravni je samouprava izginila, ohranila se je le navidezno, prefekt je namreč imel nad občinskimi organi popoln nadzor. Župan (podesta) je kot vladni uslužbenec skrbel za izvajanje vladnih zakonov, med katere so spadali tudi zakoni, ki so imeli za cilj italijanizacijo in raznarodovanje. Podesta je namreč lahko po načelu personalne unije imel v rokah upravo v več občinah. Ta personalna unija je pogosto prešla v teritorialno unijo, torej je dejansko že prihajalo do združevanje manjših občin. Na vidiku so bile, podobno kot v Kraljevini Jugoslaviji, komasacije občin, s to razliko, da se je združevanje občin na slovenskih ozemljih v Italiji začelo nekoliko prej. Val komasacij je Goriško-Gradiško, kjer občine prej niso doživele veliko teritorialnih sprememb, zajel v letih 1927 in 1928. Komasacija in reorganizacija občin se je izvajala na podlagi kraljevega odloka po katerem je vlada dobila pooblastila, da lahko brez predpisanih postopkov v roku dveh let opravi revizijo glede obsega občin. Po izvedenih komasacijah v letih 1927 in 1929 se je število občin zmanjšalo za trikrat. Na celotnem ozemlju, ki je bilo priključeno Italiji, je bilo od priključitvi 250 občin, konec leta 1936 pa le še 128. V Goriški pokrajini se je po komasacijah število občin zmanjšalo iz 121 zmanjšalo na 42. Komasaciji se občini Vrtojba in Šempeter nista izognili. Občina Šempeter je svojo zadnjo vrsto odlokov izdala 10. februarja 1927. Tega leta je Šempeter postal del goriške mestne občine in s tem predmestje Gorice, kar je ostal do priključitve k Jugoslaviji po drugi svetovni vojni. Dne 25. oktobra 1928 se je z goriško mestno občino združila tudi občina Vrtojba.
Leta 1934 je bil v Italiji sprejet nov občinski in deželni zakon, ki je utrdil načelo centralizma in postavil temelje fašistični upravi v pokrajinah in občinah. Položaj župana (podesta), ki ga je vlada imenovala za mandatno dobo 4 let, je ostal neokrnjen. Hkrati je opravljal vlogo občinskega upravnika in vladnega uslužbenca in imel tako funkcijo odločanja in izvrševanja. Tudi po novem zakonu je po načelu personalne unije lahko upravljal do 3 občine s skupno največ 10.000 prebivalci. V občinah nad 10.000 prebivalci je kot posvetovalno telo obstajal občinski svet s 6 do 40 člani, ki jih je imenoval podesta. Občinski svet je podesta po potrebi postavil tudi v manjših občinah. Zelo značilno je bilo povezovanje občin v konzorcije (npr. računovodski, zdravniški, veterinarski), člane teh konzorcijev so imenovali podestati vključenih občin.
Sistem italijanske občinske uprave se je obdržal vse do kapitulacije Italije septembra 1943. Do večji sprememb ni prišlo niti, ko so nemške okupacijske sile ustanovila Operacijsko cono Jadransko primorje v katero so poleg Goriške pokrajine, spadale še Ljubljanska pokrajina, Reka, Pulj in Hrvaško primorje. Nemci so le zamenjali prejšnje prefekte s sebi naklonjenimi ljudmi in jim dodeli nemške svetovalce. Na slovenskih ozemljih so celo dovoljevali slovenske župane, saj na veliki večini slovenskega ozemlja ni bilo več italijanskih uradnikov, le ti se po kapitulaciji Italije umaknili v domovino, slovenskih uradnikov pa na italijanskih zasedbenih ozemljih, še posebej tistih, ki so z rapalsko pogodbo leta 1920 pripadla Italiji, ni bilo. Celotna obnovitev italijanske uprave je bila tako nemogoča. Po domnevah Toneta Ferenc meseca februarja 1945 v Goriški pokrajini okupatorjeva uprava ni poslovala niti v tretjini od 42 občin. Skoraj nemudoma po kapitulaciji Italije in prihodu Nemcev sta se Šempeter in Vrtojba, kot odmev na prvo svetovno vojno znašla na fronti črti Goriške fronte, ki so jo Nemci sicer zlomili, vendar je delovaje partizanov na območju nemškim oblastem povzročalo nemalo težav.
V ilegali pa se je vzpostavljala še vzporedna oblast v obliki Narodnoosvobodilnih odborov (NOO). Prvi tak odbor je bil v Šempetru organiziran maja 1943, deloval je predvsem propagandno. Prvi odbor je deloval do septembra 1943, ko se je zaradi novih razmer, ob prihodu nemške vojske bil prisiljen reorganizirati. Tako je bil 25. decembra ustanovljen nov odbor Osvobodilne fronte (OF), ki je že bil zastavljen kot oblastno telo in razdeljen na poverjeništva. Odbor je deloval po navodilih Okrožnega odbora OF (NOO) za Goriško, imel pa je zveze tako z Gorico kot z osvobojenim ozemljem. Junija 1944 je odbor prenehal z delovanjem, saj so bili člani odbora posvarjeni, da nemški organi vedo za posamezne člane odbora in pripravljajo racijo. Kmalu pa je ustanovljen nov odbor, ki je deloval do volitev novega odbora maja 1945. V Vrtojbi so odbor NOO ustanovili nekoliko kasneje in sicer 3. oktobra 1943 s sklepom odbora OF. Enako kot NOO v Šempetru je deloval v okviru Okrožnega odbora OF (NOO) za Goriško.
V prvih dneh maja so partizanske enote zasedle celotno slovensko etnično ozemlje na zahodni meji. Začela se je kratkotrajna uprava Jugoslovanskih zasedbenih oblasti ki jo je predstavljal štab IV. armade in poveljstva mest. Pokrajinski narodnoosvobodilni odbor (PNOO, od 21. maja PNOO za Slovensko primorje in Trst) je 6 maja uvedel in nato 12 maja izdal odlok o novi upravni ureditvi. Slovensko Primorje so razdelili na dve okrožji: Goriško in Tržaško ter avtonomno mesto Trst. Nadalje sta se okrožji delili na okraje. Tržaško okrožje jih je imelo 9, Goriško pa 15. Občini Šempeter in Vrtojba sta spadali v Goriško okrožje in goriški okraj. Krajevna NOO pa sta po volitvah maja 1945 delovala naprej. Uprava Jugoslovanskih oblasti na celotnem Primorskem je trajala le dober mesec, saj je morala pod pritiskom zahodnih zaveznikov umakniti.
Jugoslovanska vojska je 11. julija 1945 zapustila osvobojena ozemlja na Primorskem in se umaknila na Morganovo linijo. Na ozemlju do Morganove linije, kjer sta ostala tudi Šempeter in Vrtojba, so zagospodarili zavezniki. Naslednji dan je angleški Feldmaršal Aleksander razglasil vpeljavo zavezniške vojaške uprave v coni A. Ustanovitev cona A je bila v skladu z medvojnimi načrti zahodnih zaveznikom, ki so že med vojno načrtovali zasebno celotnega ozemlja, ki je spadalo v Italijo. Zaradi aktivnosti NOV to seveda ni bilo mogoče, zato so, po pogajanjih v Beogradu, 9. junija 1945 sklenili sporazum o razdelitvi Julijske Krajine na cono A in B. V coni A naj bi imeli oblast zavezniki, v coni B pa se je uveljavil jugoslovanski sistem. V Šempeter in Vrtojbo so prišle enote zahodnih zaveznikov. Najprej so v Šempetru nastanile indijske čete britanske vojske, nato pa so poleti 1945 v Šempeter prišle ameriške enote, ki so ostale do 10. februarja 1947.
Upravno teritorialno je bila Cona A razdeljena na Tržaško in Goriško okrožje in občino Pulj, dotedanje meje se niso spreminjale. V vsakem okrožju in vsaki občini je ZVU je postavil predsednika ter organiziral svet ter upravne in izvršne odseke za katre je ZVU menil, da so potrebni za izvrševanje krajevne uprave. Okrožni predsednik je bil neposredno odgovoren ZVU za krajevno upravo okraja. Hkrati je bil izvršni in upravni vodja lokalne uprave. Okrožni svet so sestavljali predsednik in člani v okrožju, v goriškem okrožju jih je bilo 14, imenovala pa jih je ZVU. Splošni ukaz je predvideval občinski svet in predsednika občine, ki naj bi jih imenovala ZVU. Teritorialno ni bilo na območju Šempetra in Vrtojbe velikih sprememb, ZVU se je naslonila na staro italijansko upravo, kraja sta tako še naprej sodila v Goriško okrožje in goriško občino.
 Vzporedno so naprej delovali narodnoosvobodilni odbori na vseh ravneh, kljub temu, da jim je ZVU odvzela pristojnosti. PNOO je na območju cone A izpeljal novo upravno razdelitev, okraja Trst in Gorica sta se zmanjšala saj je del ostal v coni B. Tudi v ureditvi PNOO sta Šempeter in Vrtojba spadala v Goriško okrožje. Prav tako sta delovala tudi krajevna NOO.
Med ZVU in organi Ljudske oblasti nikoli ni prišlo do dobrega sodelovanja, kar je ZVU sicer ponujala. Odnosi so bili pogosto zelo napeti zaradi demonstraciji za priključitev k Jugoslaviji in mednarodnih razmer.
Dokončna odločitev o razmejitvi, po francoskem predlogu, ki je še danes slovenska zahodna meja, je bila sprejeta med 9 in 10 oktobrom 1946. Za tedanje razmere in mnenje prebivalstva, je bila nova meja ponovno nepravična, saj je v Italiji ostalo mnogo Slovencev, še posebej pa je Šempetrčane in Vrtojbence bolela izguba Gorica, saj sta kraja ostala brez upravnega, sodnega, gospodarskega ter kulturnega centra. Mirovna pogodba je bila podpisana 10. februarja 1947, nato se je primorska 17. septembra 1947 priključila k Jugoslaviji. Kljub temu je meja med Italijo in Jugoslavijo, do podpisa Londonskega sporazuma leta 1954, veljala za začasno.
Tako sta se 17. septembra 1947 Šempeter in Vrtojba znašla v Jugoslaviji. Konec je bilo dvovladja med ZVU in jugoslovanskimi organi. Sledila je vpeljava jugoslovanske uprave
V Ljudski republiki Sloveniji je bilo, po zakonu iz septembra 1946, skupno 1119 krajev, oblast je v prakso prenesla idejo o potrebi po krajevno ljudskem odboru v vsakem večjem kraju. Uvedla so se tudi okrožja, le ta pa niso obstajala dolgo, saj so bila v začetku leta 1947 odpravljena. Ta zakon, podobno kakor zakon iz leta 1945 o teritorialni razdelitvi Slovenije za Šempeter in Vrtojbo, ni imel velikega pomena, teritorialna razdelitev se je na tem območju dokončno formalizirala šele z zakonom o upravni razdelitvi Ljudske republike Slovenije, ki je bil sprejet februarja 1948.
Poleg priključitve Jugoslavij velja v letu 1947 omeniti še, da se je zaradi izgube Gorice v Šempeter preselilo nekaj okrajnih ustanov, na čelu z gimnazijo, ki je v kraju ostala do leta 1952, ko se je preselila v Novo Gorico. V Šempetru so izvolili nov krajevni ljudski odbor (KLO), ki se je sestal na prvi seji 11. decembra 1947. Nato je bil leta 1949 izvoljen nov KLO, podobno zgodba v zvezi s KLO je bila v Vrtojbi.
Februarja 1948 je bil sprejet nov zakon o upravni razdelitvi Ljudske republike Slovenije (LRS). Zakon je določal razdelitev Slovenije na glavno mesto Ljubljano, 29 okrajev in 1264 krajev. Šempeter in Vrtojba sta spadala v Goriški okraj. Leto kasneje je prišlo do uvedbe novih upravno-teritorialnih enot imenovanih oblasti, ki so pa so bile že januarja 1951 ukinjene. Ozemlje današnje občine Šempeter –Vrtojba je spadalo v Primorsko oblast (s sedežem v Postojni).
S sprejetjem Zakona o razdelitvi Ljudske republike Slovenije na mesta, okraje in občine, aprila 1952, je prišlo do pomembnih sprememb v teritorialni razdelitvi Slovenije. Na območju današnje občine Šempeter Vrtojba je prišlo do združitve krajevnih ljudskih odborov (KLO) Šempeter, Vrtojba, Vogrsko in Bukovica v občinski ljudski odbor (OBLO) Šempeter pri Gorici. Novi občinski odbor je štel, odvisno od vira, 5787 oziroma 5906 prebivalcev. Celoten Goriški okraj je, vključno z občino Šempeter pri Gorici, sestavljalo 19 občin, ki so skupno imele 69.365 prebivalcev. Po podatkih v Krajevnem leksikonu Ljudske republike Slovenije, izdanem leta 1954, naj bi OBLO Šempeter pri Gorici pokrival 2980 ha, in imel 5071 prebivalcev, od tega 2447 moških in 2624 žensk, v 1367 gospodinjstvih in 1079 hišah. Delavcev in nameščencev je bilo 52,12 % kmetov 39,42 % drugih 8,36 %. Občina je imela šest osnovnih šol v Biljah, Bukovici, Šempetru pri Gorici, v zdravilišču za kostno tuberkulozo TBC v Šempetru, Vogrskem in Vrtojbi; popolna gimnazija in nižja glasbena šola je bila v Šempetru. V Šempetru pri Gorici je poslovala tudi podružnica Narodne banke, pošti in železniški postaji sta bili v Šempetru pri Gorici in Volčji Dragi.
V letu 1955 je bil na zveznem nivoju sprejet novi Splošni zakon o ureditvi občin in okrajev. V skladu s tem zakonom je Slovenijo sestavljalo 11 okrajev, ki so bili razdeljeni na skupaj 130 občin. Na Območju občine Šempeter – Vrtojba je nastala občina Šempeter pri N. Gorici, ki je močno povečala svoj teritorialni obseg in vključevala: Šempeter, Vrtojbo, Bilje, Miren, Opatje Selo, Kostanjevico, Renče, Bukovico, Vogrsko, Prvačino, Dornberk in Branik. Novonastala občina je štela 14.900 prebivalcev, ostala je v Goriškem okraju, ki ga je sestavljalo 12 občin s skupno 113.000 prebivalci.
V obdobju od leta 1955 do leta 1963, ko je bila sprejeta nova ustava, je prišlo do dveh procesov. Premo sorazmerno z neprestanim večanjem zakonskih pristojnosti občin; se je postopoma zmanjševalo število občin in okrajev, večal se je njihov teritorialni obseg, s tem pa sej je počasi krepila finančna samostojnost in finančna moč občin. V obdobju od leta 1955 do leta 1960 se je zmanjšalo število občin s 130 na 83, število okrajev pa iz 11 na 8. Občina Šempeter pri Novi Gorici se je leta 1960 priključila občini Nova Gorica, ostala pa je v okraju Gorica, s sedežem v Novi Gorici, ki ga je sestavljajo 8 občin. S pripojitvijo k novogoriški občini je Šempeter najprej pridobil status stanovanjske in leta 1967 krajevne skupnosti.
Proces reorganizacije uprave je še vedno potekal. Leta 1964 so bili v Sloveniji le še štirje okraji, število občin pa se je zmanjšalo s 83 na 62. Občina Nova Gorica je bila priključena okraju Koper, ki je obsegal 10 občin s skupno 217.780 prebivalcev.
V Krajevnem leksikonu Slovenije iz leta 1968 lahko preberemo, da se je Šempeter pri Gorici precej spremenil. Iz kmečkega naselja je vedno bolj postajal delavsko naselje. Tako so v kraju, ki je leta 1966 štel 2538 prebivalcev delovali: tovarna avtoelektričnih izdelkov Iskra z več 100 zaposlenimi, trgovsko podjetje Grosist, uvozno izvozno podjetje Agromotor, podjetje Vozila, nakupna postaja Voče iz Zagreba, tiskarna Soča in Kmetijska zadruga. Veliko je bilo gostišč in trgovin, bolnišnica, lekarna ter zdravstveni dom. V kraju so bile tudi vrtec, osnovna šola ter šola za zdravstvene delavce, javna knjižnica ter kulturni dom. Vrtojba pa je opisana, kot delavsko kmečko naselje, ki svojo podobo spreminja zaradi industrializacije okolice.
| Prebivalstvo v Šempetru pri Gorici in Vrtojbi med leti 1869 - 1966 |      |      |      |      |      |      |      |      |      |      |
| Leto                                                               | 1869 | 1880 | 1890 | 1900 | 1910 | 1931 | 1948 | 1953 | 1961 | 1966 |
| Šempeter                                                           | 983  | 1120 | 1299 | 1486 | 1631 | 1639 | 1268 | 1618 | 2619 | 2538 |
| Vrtojba                                                            | 1241 | 1334 | 1418 | 1581 | 1852 | 1651 | 1503 | 1645 | 1720 | 1791 |

Ustava Socialistične republike Slovenije iz leta 1974, je kot enega najpomembnejših temeljev socialističnega samoupravljanja, postavila krajevno skupnost. Občina Nova Gorica je bila razdeljena na 42 krajevnih skupnosti, med njimi tudi Šempeter in Vrtojba.
S spremembo sistema in z njim povezano demokratizacijo v obdobju po letu 1990, je vedno bolj aktualno postajalo vprašanje statusa občin. Že leta 1991 sprejeta ustava, je s potegom jasne ločnice med državno oblastjo in lokalno samoupravo, nakazala spremembo statusa občin. Občina naj bi poslej opravljala funkcije lokalne samouprave, prenos državno delegiranih nalog na občino pa je postal predmet pogajanj z vsako občino posebej. Tako je maja 1992 Odbor za lokalno samoupravo Skupščine republike Slovenije ustanovil posebno komisijo in ji naložil nalogo priprave študijskega gradiva »Lokalna samouprava v Republiki Sloveniji«. To gradivo je bilo podlaga za sprejetje zakona o lokalni samoupravi dne 21.12.1993.
Tudi po osamosvojitvi Slovenije sta se kraja, ki sta še vedno tvorila krajevni skupnosti mestne občine Nova Gorica, vseskozi večala. Od konca druge svetovne vojne se je namreč podoba krajev močno spremenila. Iz pretežno kmetijskih naselij, sta se v tempu, ki ga je narekovala povojna industrializacija okolice, spremenila v pretežno delavski naselji. Šempeter pri Gorici se je do leta 1991 že razvil v drugo največje naselje in zaposlitveno središče na Goriškem in je imel 3910 prebivalcev. Podjetja so se skoncentrirala južno od železniške proge, ki vodi v Italijo. Industrija je bila raznovrstna, saj so bili v kraju obrati kovinskopredelovalne, elektronske, gradbene industrije, krepile pa so tudi storitvene dejavnosti. V Šempetru pa je bil tudi sedež kmetijskih organizacij, ki so vodile dejavnost panoge v spodnji Vipavski dolini. Vrtojba je istega leta štela 2070 prebivalcev, zaradi industrializacije v bližnji okolici, se je trend opuščanja kmetijstva le še nadaljeval. Za obmejna kraja je bil izrednega pomena mednarodni mejni prehod na Goriškem - MMP Vrtojba, ki je sodil med največje v Sloveniji, zato so tu imela sedež mnoga špedicijska podjetja.
Državni zbor je, v zvezi ustanavljanjem novih občin 26. aprila 1994, sprejel odlok, ki je določal referendumska območja za ustanovitev novih občin ter odlok o razpisu referenduma o ustanovitvi novih občin. Referendum o ustanovitvi novih občin je bil izveden 29. 5.1994. V občini Nova Gorica je o tem vprašanju odločal tudi Šempeter pri Gorici, ki se, ob 68,8 % volilni udeležbi s 27,3 % ZA in 69,8 % PROTI, ni odločil za ustanovitev svoje občine.
Prve možnosti za ustanovitev občine Šempetrci niso izkoristili, vendar se je nezadovoljstvo nad zanemarjenjem Šempetra na račun Nove Gorice, le še poglabljalo. Nezadovoljstvo je v bistvu izhajalo še iz leta 1967, ko je Šempeter postal krajevna skupnost, poslej so v skupščini občine Nova Gorica delovali tudi delegati iz Šempetra. Kraj je bil vedno znova spregledan tako pri kratkoročnih projektih, kot v poznejšem srednjeročnem razvojnem načrtu občine Nova Gorica. Svet krajevne skupnosti Šempeter je bil vedno znova preglasovan in nemočen. V iskanju rešitev je svet krajevne skupnosti Šempeter našel zaveznika pri sosednji krajevni skupnosti v Vrtojbi, ki je imela še več razlogov za nezadovoljstvo saj v tedanji skupščini mestne občine Nova Gorica sploh ni imela svojega predstavnika. V obeh krajih se je krepila težnja po samostojni občini saj sta izpolnjevala vse pogoje. O ustanovitvi občine naj bi se prebivalci izjasnili na ponovnem referendumu.
Kljub načelnemu zavezništvu obeh krajevnih skupnosti je bil nastanek skupne občine pravi triler z mnogimi zapleti. Skoraj istočasno o ideji o nastanku nove občine Šempeter - Vrtojba so se namreč pojavila nasprotujoča si mnenja. Mnogi so bili proti ustanovitvi nove občine, saj so se prebivalci Šempetra leta 1994 že izjasnili proti ustanovitvi občine. Obstajali so tudi pomisleki o izločitvi iz mestne občine, saj naj bi tako postali periferija obmejnega dogajanja. V Novi Gorici so nasprotovali odcepitvi, saj bi v novi občini ostali objekti velikega pomena za celotno goriško regijo (bolnišnica, preskrbovalni objekti, MMP Vrtojba itd). Vodstvo mestne občine se je zavilo v molk, nasprotniki ustanovitve občine, pa so kot možno rešitev navajali ustrezen razvoj načrt.
Na referendumu v začetku leta 1998 je šlo dobesedno za las. Referenduma se je udeležilo 65 % volivcev, v Šempetru 46 % in v Vrtojbi 59 %. Proti je glasovalo 53 % (1.057) Šempetrcev in 39 % (524) Vrtojbencev. Torej je bilo za občino 1.712 proti pa 1.595 volivcev. Občina je tako nastala torej z večino 117 glasov, v glavnem iz Vrtojbe. Primorske novice so poročale, da so se nekateri Šempetrci pritožili pri predsedniku vlade Janezu Drnovšku, ministru za notranje zadeve, varuhu človekovih pravic in neuradno celo evropskim ustanovam v Bruselj. Načelnik novogoriške upravne enote in predsednik volilne komisije Gorazd Maffi je to dejanje ocenil, kot podlo. O ustanovitvi nove občine so poslanci državnega zbora odločali na seji 22. julija 1998. Poslanec Borut Pahor (ZLSD) je predlagal ustanovitev občine samo v Vrtojbi, ki pa ni izpolnjevala zakonskih zahtev za občino. Vnela se je je polemična debata, zlasti napeto je bilo na relaciji obeh poslancev iz goriške Borutom Pahorjem in Ivom Hvalico (SDS). Državni zbor in vlada sta 22.julija 1998 naposled potrdili novo občino, a to še ni bil konec sage, saj so Šempetrci nastanek občine izpodbijali s prizivom na Ustavno sodišče, ki pa je z utemeljitvijo, da je bila volilna enota enovita, zavrnilo priziv in odprlo pot za ustanovitev nove občine.
Tako je nova občina postala realnost. Nekakšno dobrodošlico novi občini lahko zasledimo v Primorskih novicah z dne 5 januarja leta 1999. V članku o najnovejši primorski občini je moč prebrati, da imata obe naselji že dolgo tradicijo, saj naj bili omenjeni že okoli leta 1200. Vrtojba naj bi bila sprva večja od Šempetra. Šempeter pa, da ja že v obdobju po drugi svetovni vojni do izgradnje Nove Gorice, imel pomembne funkcije na področju uprave, gospodarstva, izobraževanje in druge mestne funkcije. V novi občini se nahaja regijska bolnišnica, pomembna tovarna Iskra Avtoelektrika in mnogi drugi gospodarski objekti. Vrtojba pa je opisana, kot delavsko kmečko naselje, s pomembnim mejnim prehodom MMP Vrtojba. Članek še poudari, da bo morala Vrtojba pa tudi občina zaradi bližajočega se vstopa v EU za MMP Vrtojba najti nove vsebine. »Občina Šempeter - Vrtojba je v novem šifrskem sistemu, veljavnem od 1. 1. 1995, dobila šifro 183.«
Občinski svet se je na prvi seji sestal 10. decembra 1998 ter potrdil mandat Dragana Valenčiča za župana ter člane občinskega sveta. Dan ustanovitve občine 22. julij 1998 pa je postal občinski praznik. Šempeter pri Gorici je postal sedež nove občine. Razprtije iz časa ustanavljanja občine ter zgodovinska nasprotja med krajema so se hitro umaknila novi realnosti in sodelovanju. Občina Šempeter Vrtojba je končno pričela delovati, ukinili so krajevne skupnosti, namesto njih je občinski svet v obeh krajih ustanovil krajevne odbore.
»Manjša izmenjava ozemlja med sosednjimi naselji se je zgodila leta 2000, in sicer se je iz naselja Vrtojba izločil manjši del ozemlja (brez stalnih prebivalcev) in se priključil naselju Bilje v občini Miren – Kostanjevica.«
Geografsko občina leži na zahodnem robu Slovenije v Goriški statistični regiji, tik ob italijanski meji, južno od Nove Gorice, na katero ostaja močno vezana, saj mesto vrtnic predstavlja upravno, gospodarsko in kulturno središče Goriške, oziroma Severno Primorske regije, poleg tega pa je upravna enota za to območje v Novi Gorici.
Najvišja točka v občini je Hrib Sv. Marka z nadmorska višino 227 m. Že ime občine nakazuje, da sta v občini le dve naselji v katerih je 41 ulic in 1702 hiši. Po velikosti sodi občina Šempeter - Vrtojba med najmanjše slovenske občine saj meri le 15 km2 in tako zaseda 205. mesto med 212 občinami. Po številu 6300 prebivalcev se uvršča med srednje velike občine. Kljub temu, da občina sodi med manjše slovenske občine, močno izstopa po gospodarskih kazalnikih, izobrazbeni strukturi prebivalcev in visokem življenjskem standardu; višji od povprečja so tudi odhodki za varstvo okolja in trajnostno rabo energije.

## Organi občine
Poleg župana in podžupana je tu še občinski svet s šestnajstimi člani, nadzorni odbor, občinska uprava ter medobčinska uprava.
Občinski svet je ustanovitelj začasnih ali stanih komisij, odborov in delavnih teles. V Občini Šempeter - Vrtojba delujejo naslednji odbori in komisije: komisija za mandatna vprašanja, volitve in imenovanja (5 članov), odbor za gospodarski razvoj (7 članov), odbor za okolje in prostor (7 članov), odbor za družbene dejavnosti - socialo in zdravstvo (7 članov), odbor za družbene dejavnosti – šolstvo, predšolska vzgoja, kultura in šport (7 članov), statutarno pravna komisija (5 članov).
Poleg tega občinski svet imenju krajevna odbora za območje Šempetra pri Gorici in območje Vrtojbe, ki imata vsak po 7 članov.
Občina Šempeter - Vrtojba je pobratena z občinami:
- Medeja/Medea (Italija) - od 18. 9. 2005
- Romanž ob Soči/Romans d'Isonzo (Italija) - od 8. 9. 2006
- Hodiše/Keutschach am See (Avstrija) - od 21. 9. 2014.

Občan občine Šempeter - Vrtojba je tudi predsednik Republike Slovenije Borut Pahor, ki je bil 2. decembra 2012 v drugem krogu prvič izvoljen za četrtega predsednika Republike Slovenije. V letu 2017 je bil izvoljen še za drugi mandat.

## Grb in zastava občine
»Grb ima obliko ščita. Tvorita ga dva glavna elementa: Rumeni cvet, sonce na modrem ozadju Zeleni spodnji del, ki ga tvorita dva lista, dve polji, dva kraja … Bela linija, ki ločuje lista in modrino simbolizira cesto in lego občine ob italijanski meji.«
»Zastava je podolgovate pravokotne oblike. Barvno je razdeljena na dve enaki polovici. Zgornja je modre barve, v sredini modrega polja je rumeno sonce s šestnajstimi žarki. Spodnja polovica je zelena.«

## Demografski podatki za leto 2014
V letu 2015 je občina imela približno 6.300 prebivalcev (približno 3.100 moških in 3.150 žensk). Med slovenskimi občinami se po številu prebivalcev uvršča na 82. mesto. Na kvadratnem kilometru površine občine je živelo povprečno 422 prebivalcev; torej je bila gostota naseljenosti večja kot v celotni državi (102 prebivalca na km2).
Naravni prirastek je bil v občini v letu 2015, glede na 1.000 prebivalcev, pozitiven in je znašal 5,3 (v Sloveniji 1,1). Število živorojenih je bilo višje od števila umrlih. Večje je število odseljenih iz občine kot priseljenih, torej je bil selitveni prirast občine glede na 1000 prebivalcev negativen in sicer -5,6. Seštevek naravnega in selitvenega prirasta na 1.000 prebivalcev v občini je bil negativen, znašal je -0,3 (v Sloveniji 0,6).
Povprečna starost občanov je 44,7 leta in je višja od povprečne starosti prebivalcev Slovenije (42,6 leta).V občini je več starejših, kot mladih občanov.Na 100 oseb; starih od 0 do 14 let, je bilo 151 oseb starih 65 let in več. Povprečna starost prebivalcev občine se dviga v povprečju hitreje kot v celotni Sloveniji. Podatki po spolu kažejo, da je bila vrednost indeksa staranja za ženske v vseh slovenskih občinah višja od indeksa staranja za moške. V občini je bilo – tako kot v večini slovenskih občin – med ženskami več takih, ki so bile stare 65 let ali več kot takih, ki so bile stare manj kot 15 let; pri moških je bila slika enaka.
Med osebami v starosti 15 do 64 let je bilo 59 % zaposlenih ali samozaposlenih oseb, kar je nekoliko več od slovenskega povprečja (58 %). Med aktivnim prebivalstvom občine je bilo v povprečju 11 % registriranih brezposelnih oseb, to je manj od povprečja v državi (12,3 %). Med brezposelnimi je kot v večini slovenskih občin več žensk kot moških. Povprečna mesečna plača na osebo, zaposleno pri pravnih osebah, je bila v tej občini v bruto znesku približno enaka letnemu povprečju mesečnih plač v Sloveniji, v neto znesku pa za približno 2 % višja.
V občini je 395 stanovanj na 1.000 prebivalcev. Približno 76 % stanovanj je imelo najmanj tri sobe (tj. tri ali več). Povprečna velikost stanovanja je bila 90 m2.

## Izobraževanje
Predšolska vzgoja (vrtci):
- Enota Mavrica (Šempeter pri Gorici)
- Enota Žarek (Šempeter pri Gorici)
- Enota Sonček (Vrtojba)
- Enota Zvezdica

Vrtce na ozemlju občine je skupno obiskovalo 238 otrok. Od vseh otrok v občini, ki so bili stari od 1–5 let jih je bilo 77 % vključenih v vrtec, kar je manj kot v vseh vrtcih v Sloveniji skupaj (77,7 %).
Osnovna šola:
- Osnovna šola Ivana Roba Šempeter pri Gorici
- Podružnična osnovna šola Vrtojba
- Podružnična osnovna šola Vogrsko

Na osnovnih šolah se je v šolskem letu 2015/2016 izobraževalo približno 600 učencev. Poleg omenjenih izobraževalnih ustanov je v sklopu oddelka pediatrije v Splošni bolnišnici dr. Franca Derganca v Šempetru tudi oddelek šole in vrtca.
Z ustavnim aktom so vrtci opredeljeni, kot enota pri Osnovni šoli Ivana Roba Šempeter pri Gorici, zato ima ta šola tudi podružnični vrtec ter šolo na Vogrskem v sosednji občni Renče –Vogrsko.
Srednje šolstvo:
- Biotehniška šola z oddelki ter dijaškim domom

V letu 2015/2016 se je na srednješolski ravni izobraževalo okoli 200 dijakov.
Glasbena šola:
- Podružnična glasbena šola Šempeter pri Gorici.

Visokošolska izobrazbena struktura:
Po podatkih Statističnega urada Republike Sloveniji je bilo leta 2015 med 1.000 prebivalci v občini povprečno 50 študentov in 7 diplomantov; v celotni Sloveniji je bilo na 1.000 prebivalcev povprečno 39 študentov in 9 diplomantov.

## Zdravstvo in socialna varnost
Splošna bolnišnica dr. Franca Derganca: bolnišnica izvaja storitve sekundarne zdravstvene dejavnosti za potrebe prebivalstva Goriške regije in širše, z možnostjo nudenja tudi terciarnih zdravstvenih storitev. Poleg tega je ministrstvo za zdravje Splošni bolnišnici dr. Franca Derganca podelilo naziv učnega zavoda za izobraževanje kadra medicinskih smeri.
 Enota Zdravstvenega doma Osnovno varstvo Nova Gorica: na lokaciji v enoti Šempeter Vrtojba se nahajajo: 4 splošne ambulante, ženski dispanzer, šolski dispanzer, otroški dispanzer, patronažna služba, fizioterapija in sterilizacija. V sklopu zdravstvenega doma delujeta tudi dva koncesionarja s področja splošne medicine ter dva s področja zobozdravstva. V občini sta dve lekarni, ena koncesionarna ter druga katere soustanovitelj je občina in spada v sklop Goriških lekarn.
V občini deluje tudi Center za dnevne aktivnosti starejših.

## Druge dejavnosti
V občini Šempeter - Vrtojba se nahaja štab civilne zaščite in sedež društva reševalnih psov Nova Gorica. Tudi za varnost na cestah je poskrbljeno, saj se v občini nahaja postaja prometne policije Nova Gorica. Občina je soustanoviteljica javnega zavoda za gasilsko in reševalno dejavnost Nova Gorica, ki zagotavlja gasilsko dejavnost, v občini pa deluje tudi PDG Šempeter pri Gorici.
Na območju občine Šempeter - Vrtojba deluje le ena poštna poslovalnica z nazivom Šempeter pri Gorici in s poštno številko 5290.
V Občini Šempeter Vrtojba oskrbo s pitno vodo, odvajanje in čiščenje komunalnih odpadnih in meteornih voda izvaja podjetje Vodovodi in kanalizacija Nova Gorica d. d, katerega soustanoviteljica in delna lastnica je občina.
Vse aktivnosti na področju zbiranja in prevoza komunalnih odpadkov, odlaganja ostankov predelave in odstranjevanja komunalnih odpadkov, urejanja in čiščenja javnih površin ter urejanja in vzdrževanja pokopališč, kot gospodarsko javno službo izvaja Komunala Nova Gorica d. d. V letu 2015 je bilo v občini zbranih 499 kg komunalnih odpadkov na prebivalca, to je 184 kg več kot je povprečje v celotni Sloveniji.
Cestno podjetje Nova Gorica, družba za vzdrževanje in gradnjo cest, d. d., kot koncesionar opravlja gospodarsko javno službo vzdrževanja občinskih javnih cest. Za upravljanje in urejanje javnih parkirišč, na katerih se skladno z občinskimi predpisi plačuje parkirnina, vključno z najemom parkirnih mest ter upravljanje z objekti in napravami za oglaševanje, izvaja Občina Šempeter - Vrtojba v okviru režijskega obrata. Brezplačen javni mestni prevoz v občini in povezavo z Novo Gorico kot koncesionar izvaja podjetje Avrigo d.o.o. V občini je veliko avtomobilov, saj ga ima skoraj vsak drugi prebivalec (61 avtomobilov na 100 prebivalcev), problem pa je starost tega voznega parka, saj so avtomobili v povprečju stari 10 let. V občini sta dve železniški postaji, potniška postaja Šempeter pri Gorici, ter tovorna železniška postaja Vrtojba, ki je v industrijski coni.
Gospodarsko javno službo oskrbe s toplotno energijo iz lokalnega omrežja kot koncesionar izvaja družba E 3, d. o. o. Dejavnost sistemskega operaterja plinskega distribucijskega omrežja izvaja kot koncesionar družba Adriaplin d.o.o.

## Cerkvena uprava
Cerkveno upravno župniji, ki nosita imeni po obeh krajih v občini, spadata v koprsko škofijo ter nadalje v dekanijo Šempeter. Poleg katoliške verske uprave in skupnosti se v Šempetru pri Gorici nahaja tudi center Jehovih prič.

## Lokalne volitve od 1998

### Lokalne volitve 1998
Rezultati volitev v občinski svet ter izvoljeni župan
| Mesto                                                        | Ime liste/predlagatelja                               | Št. glasov | %     |
| ------------------------------------------------------------ | ----------------------------------------------------- | ---------- | ----- |
| 1.                                                           | Združena lista Socialnih demokratov                   | 607        | 21,17 |
| 2.                                                           | Liberalna demokracija Slovenije                       | 542        | 18,90 |
| 3.                                                           | Slovenski krščanski demokrati                         | 540        | 18,84 |
| 4.                                                           | Neodvisni (glasovi tistih, ki niso politične stranke) | 530        | 18,49 |
| 5.                                                           | Socialdemokratska stranka                             | 246        | 8,58  |
| 6.                                                           | Slovenska ljudska stranka                             | 226        | 7,88  |
| 7.                                                           | Demokrati Slovenije                                   | 101        | 3,52  |
| 8.                                                           | Demokratična stranka upokojencev Slovenije            | 75         | 2,62  |
| Župan: Dragan Valenčič - ZDRUŽENA LISTA SOCIALNIH DEMOKRATOV |                                                       |            |       |

### Lokalne volitve 2002
Rezultati volitev v občinski svet ter izvoljeni župan
| Mesto                                                        | Ime liste/predlagatelja                    | Št. glasov | %     |
| ------------------------------------------------------------ | ------------------------------------------ | ---------- | ----- |
| 1.                                                           | Združena lista Socialnih demokratov        | 830        | 22,88 |
| 2.                                                           | Ostale liste                               | 757        | 20,87 |
| 3.                                                           | Liberalna demokracija Slovenije            | 578        | 15,94 |
| 4.                                                           | Slovenska ljudska stranka-SLS              | 377        | 10,39 |
| 5.                                                           | Nova Slovenija - Krščanski demokrati       | 307        | 8,46  |
| 6.                                                           | Stranka mladih Slovenije                   | 281        | 7,75  |
| 7.                                                           | Slovenska demokratska stranka              | 214        | 5,90  |
| 8.                                                           | Demokratična stranka upokojencev Slovenije | 157        | 4,33  |
| 9.                                                           | Slovenska nacionalna stranka               | 126        | 3,47  |
| Župan: Dragan Valenčič - ZDRUŽENA LISTA SOCIALNIH DEMOKRATOV |                                            |            |       |

### Lokalne volitve 2006; Rezultati volitev v občinski svet ter izvoljeni župan[73]
| Mesto                                       | Ime liste/predlagatelja                    | Št. glasov | %     |
| ------------------------------------------- | ------------------------------------------ | ---------- | ----- |
| 1.                                          | Socialni demokrati                         | 1.156      | 37,23 |
| 2.                                          | Slovenska demokratska stranka              | 361        | 11,63 |
| 3.                                          | Slovenska ljudska stranka                  | 337        | 10,85 |
| 4.                                          | Liberalna demokracija Slovenije            | 318        | 10,24 |
| 5.                                          | Nova Slovenija - Krščanska ljudska stranka | 230        | 7,41  |
| 6.                                          | Zveza za Primorsko                         | 211        | 6,80  |
| Župan: Dragan Valenčič - SOCIALNI DEMOKRATI |                                            |            |       |

### Lokalne volitve 2010; Rezultati volitev v občinski svet ter izvoljeni župan[74]
| Mesto                                               | Ime liste/predlagatelja                    | Št. glasov | %     |
| --------------------------------------------------- | ------------------------------------------ | ---------- | ----- |
| 1.                                                  | Socialni demokrati                         | 812        | 29,64 |
| 2.                                                  | Lista Milana Turka                         | 425        | 15,51 |
| 3.                                                  | Slovenska demokratska stranka              | 291        | 10,62 |
| 4.                                                  | Demokratična stranka upokojencev Slovenije | 209        | 7,63  |
| 5.                                                  | Skupnost - Neodvisna lista                 | 207        | 7,55  |
| 6.                                                  | Zveza za Primorsko-ZZP                     | 186        | 6,79  |
| 7.                                                  | Nova Slovenija - Krščanska ljudska stranka | 156        | 5,69  |
| 8.                                                  | Zares - Nova politika                      | 149        | 5,44  |
| Župan: Milan Turk - Pavel Černe in skupina volivcev |                                            |            |       |

### Lokalne volitve 2014; Rezultati volitev v občinski svet ter izvoljeni župan[75]
| Mesto                                               | Ime liste/predlagatelja                    | Št. glasov | %     |
| --------------------------------------------------- | ------------------------------------------ | ---------- | ----- |
| 1.                                                  | Socialni demokrati                         | 623        | 26,05 |
| 2.                                                  | Lista Milana Turka                         | 615        | 25,71 |
| 3.                                                  | Slovenska demokratska stranka              | 226        | 9,45  |
| 4.                                                  | Demokratična stranka upokojencev Slovenije | 209        | 8,74  |
| 5.                                                  | Lista Priložnost za prihodnost             | 155        | 6,48  |
| 6.                                                  | Stranka Mira Cerarja                       | 132        | 5,52  |
| 7.                                                  | Lista Barbare Pavlin                       | 127        | 5,31  |
| 8.                                                  | Nova Slovenija - Krščanski demokrati       | 117        | 4,89  |
| Župan: Milan Turk - Pavel Černe in skupina volivcev |                                            |            |       |

## Naselja v občini
Šempeter pri Gorici, Vrtojba